# سعاد الجفالي
سعاد الجفالي فاعلة خير سعودية تولت منصب المدير الإداري لمؤسسة «أحمد الجفالي الخيرية» كما أسست مؤسسة خيرية تربوية خاصة يطلق عليها «مركز العون» ومثّلت أحد أعضاء مجلس الأمناء بالمؤسسة. ساهمت الجفالي من خلال المركز بإعادة تأهيل الأطفال ذوي الإعاقة الذهنية ومساعدتهم على المطالبة بحقوقهم كأفراد فاعلين في المجتمع. حازت في العام 2011م على جائزة مبادرة "تكريم" للإنجازات العربية عن فئة الأعمال الخيرية والخدمات الإنسانية.

## أعمال بارزة
كرّست سعاد الجفالي منذ حوالي 60 سنة جهودها في سبيل تطوير ودعم برامج الرعاية الاجتماعية، والبرامج الصحية والطبية والتربوية، كما شجعت ارتقاء الفن والأدب والموسيقى في منطقة الشرق الأوسط والولايات المتحدة الأميركية.
أسست سعاد الجفالي «جمعية رعاية المرأة» الأولى في المملكة العربية السعودية و«الجمعية الفيصلية الخيرية النسائية»، بهدف تحسين نوعية حياة النساء والأطفال من خلال التربية والتعليم والصحة. وهي عضو في مجلس إدارة «مدرسة دار الحنان» في جدة وهي مؤسسة سعودية تعني بتقديم الخدمات الصحية ، كما أنها عضو فخري في مجلس الإدارة الاستشاري لـ «جامعة عفّت»، وعضو في المجلس الاستشاري النسائي لـ «المشروع الوطني للتدريب والتوظيف» وأيضا أحد أعضاء مجلس أمناء ميتم ومدرسة وكليّة «دار الطفل العربي» في القدس، وعضو في مجلس إدارة العديد من المستشفيات ومؤسسات الرعاية الاجتماعية في فلسطين.
كما أن السيدة الجفالي عضو في مجلس أمناء «أكاديمية عمان الدولية» الأردن، و«مؤسسة الفكر العربي» في بيروت، وأحد أعضاء مجلس الطلاب الأجانب في «الجامعة اللبنانية الأميركية». هذا بالإضافة إلى عضويتها في العديد من المجالس في الولايات المتحدة الأميركية نذكر منها: «مركز الدراسات العربية المعاصرة» في «جامعة جورج تاون» و «معهد الدراسات الفلسطينية» في واشنطن.
أما في مصر فخدمت السيدة الجفالي بتميّز كعضو في مجلس أمناء «الجامعة الأميركية في القاهرة» بين عامي 2001 م و 2005م، ومن ثم أصبحت أميناً استشارياً في الجامعة منذ عام 2005م.أظهرت الجفالي في مختلف مراحل مسيرتها المهنية الطويلة الناجحة أهمية ومعنى العيش وفق قيم خدمة المجتمع التي تشكل جزءاً لا يتجزأ من رسالة «الجامعة الأميركية في القاهرة»، وقد أثبتت تفانيها والتزامها بخدمة «الجامعة الأميركية في القاهرة» عبر دورها الريادي في استضافة وتنظيم عدد كبير من الأحداث المخصّصة لخريجي الجامعة، ومن خلال تعزيز مصالح «الجامعة الأميركية في القاهرة» والارتقاء بسمعتها بين أعضاء شبكتها المتميزة في المملكة العربية السعودية.
مُنحت السيدة الجفالي «جائزة التميّز الفخرية للخريجين» من «الجامعة الأميركية في القاهرة»، كما تحمل شهادات تقدير من غرفة الصناعة والتجارة ووزارة العمل والشؤون الاجتماعية في جدة، لاهتمامها بإعادة تأهيل ذوي الاحتياجات الخاصة وتقديم الرعاية الخاصة لهم. كما نالت شهادات تقدير عدة من «كليّة دار الحكمة» (التي عرفت سابقاً بـ«مدرسة الحنان») جدة، ومن «أصدقاء دار الطفل العربي» في القدس، و«جمعية الفيصلية النسائية الخيرية» في جدة، و«منتدى جدة الاقتصادي»، و«مركز التوحد» في جدة، و«جامعة عفّت» في جدة، و «الجامعة اللبنانية الأميركية في بيروت».
حازت سعاد الجفالي على إجازة في علم النفس والاجتماع من «كلية بيروت للنساء» (التي باتت تعرف اليوم بـ«الجامعة اللبنانية الأميركية»)، كما نالت دكتوراه فخرية في الآداب الإنسانية من «الجامعة الأميركية في القاهرة».